# Хале Бејли
Хале Лин Бејли (енгл. Halle Lynn Bailey; Атланта, 27. март 2000) америчка је певачица и глумица. Позната је као чланица музичког дуа Chloe x Halle који је освојио пет награда Греми. Глуми Аријел у филму Мала сирена (2023).

## Детињство и младост
Рођена је 27. марта 2000. године, а одрасла је у Мејблтону, у Џорџији, са својом сестром Клои, док су се средниом 2012. године преселиле у Лос Анђелес. Почеле су да певају након што је Клои усагласила песму „Mary Had a Little Lamb” док је њихова мајка радила кућне послове. Такође су почеле да пишу сопствене песме, учећи да свирају инструменте гледајући туторијале на Јутјубу. Њихов отац и менаџер, Даг Бејли, који их је „научио да све раде саме”, почео је да их учи како да пишу песме у доби од 8 и 10 година.

## Дискографија

### Са дуом

#### Студијски албуми
- (2018)
- (2020)

## Филмографија

### Филм
| Година | Српски наслов     | Изворни наслов | Улога            | Напомене       | Реф.          |
| ------ | ----------------- | -------------- | ---------------- | -------------- | ------------- |
| 2006.  | Последњи провод   |                | Тина             |                | [ 9 ]         |
| 2012.  | Нек заблиста!     |                | девојчица у хору |                | [ 10 ]        |
| 2016.  | Бијонсе: Лимунада |                | камео улога      | сегемнт: „”    | [ 11 ]        |
| 2018.  |                   |                | себе             | кратки филм    | [ 12 ]        |
| 2021.  |                   |                | Сунце            | кратки филм    | [ 13 ]        |
| 2021.  |                   |                | себе             | кратки филм    | [ 14 ]        |
| 2023.  | Мала сирена       |                | Аријел           |                | [ 15 ] [ 16 ] |
| 2023.  |                   |                | млада Нети       | постпродукција | [ 17 ]        |
| н. п.  |                   |                | Анабела Баском   |                | [ 18 ]        |

### Телевизија
| Година     | Српски наслов      | Изворни наслов | Улога                  | Напомене                                               | Реф.   |
| ---------- | ------------------ | -------------- | ---------------------- | ------------------------------------------------------ | ------ |
| 2007.      |                    |                | Тифани                 | епизода: „Зашто не можемо бити пријатељи”              | [ 19 ] |
| 2012.      | Шоу Елен Деџенерес |                | себе                   | епизода: „9. април 2012.”                              | [ 20 ] |
| 2013.      | Остин и Али        |                | себе                   | епизода: „Месечева седмица и ментори”                  | [ 21 ] |
| 2018.      |                    |                | себе                   | епизода: „”                                            | [ 22 ] |
| 2018—2021. |                    |                | Скајлер „Скај” Форстер | главна улога (1—3. сезона), споредна улога (4. сезона) | [ 23 ] |
| 2020.      |                    |                | себе                   | телевизијски специјал                                  | [ 24 ] |
| 2020.      | Шоу Кели Кларксон  |                | себе                   | епизода: „9. јул 2020.”                                | [ 25 ] |
| 2020.      |                    |                | себе                   | телевизијски специјал                                  | [ 26 ] |
| 2021.      |                    |                | себе                   | телевизијски специјал; птпевала „”                     | [ 27 ] |